# آرامگاه کوه چیلسونگ شماره ۲۱۱
آرامگاه کو چیلسونگ شماره ۲۱۱، (کره‌ای: 칠성산 211호) این آرامگاه سلطنتی گوگوریو که قدمتش به پیش از قرن چهارم میلادی بازمی‌گردد، در تونگگوها از شهر جی‌آن، استان جی‌لین چین واقع شده است. این آرامگاه با عنوان چیلسئونگسان ۰۲۱۱ (JQM 0211) شناخته می‌شود و در سال ۲۰۰۴ همراه با آرامگاه‌های جانگ‌چونچونگ و تاوانگ‌نونگ در فهرست آرامگاه‌های سلطنتی یونسکو ثبت شد.

## ساختار آرامگاه
این بزرگ‌ترین آرامگاه در میان آرامگاه‌های چیلسونگسان است که ضلع جنوبی آن ۵۸ متر، ضلع شرقی آن ۶۶ متر و لبه شرقی آن ۱۴٫۵۲ متر ارتفاع دارد. در حال حاضر، یک گودال بارگاه بزرگ در وسط آرامگاه از شمال غربی به جنوب شرقی وجود دارد که تپه سنگی را به دو نیم تقسیم کرده است.

## صاحب آرامگاه
با توجه به ابعاد و ساختار این آرامگاه، ویژگی‌های یک آرامگاه شاهانه را دارا است. همچنین، با توجه به اینکه بخش میانی آن همچون آرامگاه سودایچونگ تا کف تخریب شده، و بر پایه آنچه در سال پنجم پادشاهی بونگسانگ در سامگوک ساگی آمده که مورونگ وی، آرامگاه پادشاه سوچون را گورشکافی کرده، معمولاً این آرامگاه را همان آرامگاه پادشاه سوچون می‌دانند.